# Vologase IV
Vologase o Vologese IV (Valaksh; Partia, ... – Partia, 191) è stato un imperatore persiano dell'impero partico dal 147 al 191.
Figlio di Mitridate IV, riunì le due metà dell'impero, separatesi e governate da Mitridate IV e da Vologase III. Vologase IV riconquistò pure il regno di Characene, che pare fosse rimasto indipendente sin dall'epoca della campagna partica di Traiano. Non riuscì ad estendere nuovamente l'influenza partica sull'Ircania.
I Parti erano in conflitto con l'impero romano per l'influenza sul regno di Armenia, ma all'inizio del suo regno Vologase non poté assumere l'iniziativa, in quanto i Romani mandarono dei rinforzi in Siria. Nel 161 le truppe partiche attaccarono i romani con successo, ma durante la controffensiva, estrinsecatasi nella campagna di Lucio Vero, il generale romano Avidio Cassio diede alle fiamme il palazzo imperiale nella capitale partica di Ctesifonte (165). Pressato dalle truppe romane, che raggiunsero la Media, Vologase fu obbligato ad accettare una pace per la quale dovette cedere la Mesopotamia occidentale.
Malgrado il suo interesse a sottrarre ai romani le province orientali e la guerra minacciata nel 175, Vologase scelse di non sostenere la ribellione di Gaio Avidio Cassio contro Marco Aurelio, il quale decise di stipulare un trattato di pace col sovrano partico; in base a questo trattato, i Parti riconoscevano l'influenza romana su Nisibis ed Edessa, e la sovranità di Soemo sull'Armenia.
Durante il periodo terminale del regno di Vologase ebbe luogo la rivolta di Osroe II (190), che pare sia riuscito ad esercitare il potere sulla Media. Dopo la morte di Vologase IV fu Vologase V, appartenente al ramo cadetto armeno della dinastia arsacide, a succedergli al trono, mettendo rapidamente fine alla rivolta di Osroe II.
Vologase potrebbe essere il re Vologash della tradizione zoroastriana, il quale avrebbe iniziato la raccolta degli scritti di Zoroastro.

## Nome
Vologase è la versione greca e latina derivante dal partico Walagaš (𐭅𐭋𐭂𐭔). Il nome è attestato anche in persiano moderno come Balāsh e in medio persiano come Wardākhsh (scritto anche Walākhsh). L'etimologia del nome non risulta chiara, anche se Ferdinand Justi propone che Walagaš, la versione più antica del nome, sia un composto dei termini "forza" (varəda) e "bello" (gaš o geš in persiano moderno).

## Biografia

### Conquista del Characene
Vologase IV era il figlio di Mitridate V, che aveva conteso il trono al monarca partico Vologase III (regnante dal 110 al 147) dal 129 al 140. Vologase IV inscenò un golpe e succedette a Vologase III nel 147, segnando l'insediamento di un nuovo ramo della dinastia arsacide sul trono partico. Nel 150/151, sconfisse il sovrano arsacide del Characene Meredate e nominò Orabaze II, molto probabilmente un suo parente, come nuovo re della regione. Le forze di Vologase IV si impadronirono di una statua di Eracle, il dio protettore dei reali caraceni. La scultura fu portata nel tempio di Apollo a Seleucia, dove venne esposta per celebrare la vittoria conseguita da Vologase IV. Sulla statua andò scolpita un'iscrizione bilingue (in greco e in partico) che racconta la conquista di Caracene da parte di Vologasi IV:

### Guerra con i romani
Quando Marco Aurelio divenne il nuovo imperatore nel 161, Vologase IV dichiarò inaspettatamente guerra ai romani; si trattò dell'unica volta in cui un conflitto delle due potenze fu scatenato dai Parti. Vologase IV invase l'Armenia e rimpiazzò il re cliente romano Soemo con il proprio figlio Pacoro.
Un attacco sorpresa compiuto dalle truppe partiche in Siria costrinse i soldati romani alla ritirata. Fiducioso per le vittorie, Vologase IV rifiutò un'offerta di pace avanzata da Roma nel 162. Sebbene la guerra romano-partica del 161-166 fosse iniziata in maniera ottima per Ctesifonte, i romani, dopo essersi ripresi dalle prime disfatte e dai primi timidi e inefficaci contrattacchi, scagliarono una campagna ben organizzata nel 163, riuscendo a ripristinare Soemo sul trono armeno. Nello stesso periodo, l'esercito partico espugnò Edessa e insediò Wa'el come re fantoccio. Ma'nu VIII, il re legittimo, fu costretto a fuggire nell'impero romano. Le forze partiche furono respinte fuori dalla Siria nel 164, perdendo anche il controllo di Dura Europos e spingendo molti governanti vassalli di Ctesifonte ad abbandonare Vologase IV. I Romani assediarono Edessa nel 165: durante gli scontri, i cittadini della città massacrarono la guarnigione partica e aprirono le porte ai legionari. Una volta entrati in città, i romani ripristinarono Ma'nu VIII come sovrano di Edessa e dell'Osroene; nell'occasione ricevette l'epiteto che poi gli sarebbe sopravvissuto di Philorhomaios ("Amico dei romani").
Le capitali partiche di Seleucia e Ctesifonte furono catturate dal generale romano Avidio Cassio nel 165 o nel 166. Molto probabilmente nello stesso periodo, le legioni romane invasero la Media e l'Adiabene. Tuttavia, subirono gravi perdite a causa di una pestilenza scoppiata a Seleucia nel 166, circostanza che costrinse i latini a ritirarsi. La guerra finì poco dopo, con Vologase IV che perse la maggior parte della Mesopotamia settentrionale in favore dei suoi avversari.

### Ultimi anni
Le cronache non riportano disordini o ribellioni in seguito alla sconfitta partica, che lo storico moderno Michael Sommer definisce una «disastrosa battuta d'arresto militare». Ciò indica probabilmente che Vologase IV era riuscito a mantenere la stabilità politica. La perdita subita dai Parti del grosso della Mesopotamia settentrionale significava che la città di Hatra era diventata la loro nuova frontiera a ovest. Hatra era governata da vassalli partici che si fregiavano del titolo di malka (signore). Tuttavia, a causa della sua importanza strategica, Vologase IV elevò il titolo della famiglia Hatran a quello di re, concedendo loro anche alcune cerimonie e giuramenti rituali tradizionali. Dopo la morte di Soemo nel 180, il figlio di Vologase IV riuscì a sedere sul trono armeno con il nome di Vologase II (r. 180-191).
La parentesi finale del regno di Vologase IV fu funestata dalla rivolta di Osroe II nel 190, che coniò monete di se stesso a Ecbatana, in Media. Tuttavia, il figlio di Vologase IV, Vologase II, gli succedette e pare che soppresse rapidamente Osroe II, salendo al trono partico come Vologase V.

## Monetazione

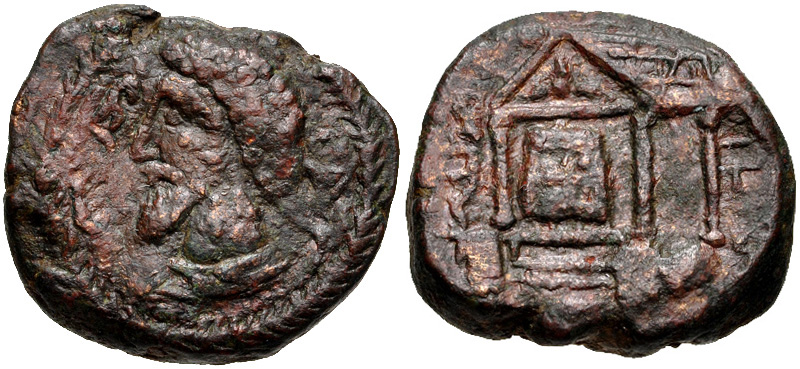
Moneta di Wa'el con il ritratto di Vologase IV sulla parte posteriore

Sulla parte anteriore delle sue tetradracme, Vologase IV è raffigurato con un diadema a cupola con un corno laterale. Indossa inoltre un lembo del collo che copre entrambe le orecchie. Sul dritto delle sue dracme, Vologase IV indossa un diadema senza il corno. Vologase IV fu il primo monarca partico a ritrarsi con un diadema sulle sue monete. Su alcune parti posteriori delle monete di bronzo di Vologase IV è raffigurata un'aquila associata a khvarenah, cioè alla gloria regale. Sul dritto delle monete del sovrano che regnò per breve tempo su Edessa/Osroene, Wa'el, compare un ritratto di Vologase IV.

### Fonti primarie
- Cassio Dione, Storia romana, lxxi, 1.
- Marco Aurelio, in Historia Augusta, 8; Vero, 8.

### Fonti secondarie
- (EN) David Bivar, The Political History of Iran under the Arsacids, in Ehsan Yarshater, The Cambridge History of Iran, 3(1): The Seleucid, Parthian and Sasanian Periods, Cambridge, Cambridge University Press, 1983,  pp. 21-99, ISBN 0-521-20092-X.
- (EN) M.L. Chaumont e K. Schippmann, Balāš, Sasanian king of kings, in Encyclopaedia Iranica, III, Fasc. 6, 1988,  pp. 574-580.
- (EN) Vesta Sarkhosh Curtis, Parthian coins: Kingship and Divine Glory, in The Parthian Empire and its Religions, 2012,  pp. 67-83, ISBN 978-39-40-59813-4.
- (EN) Edward Dąbrowa, The Arsacids and their State, XI, 2010,  pp. 21-52.
- (EN) Edward Dąbrowa, The Arsacid Empire, in Touraj Daryaee, The Oxford Handbook of Iranian History, Oxford University Press, 2012, ISBN 978-0-19-987575-7.
- (EN) Albert de Jong, Hatra and the Parthian Commonwealth, in Lucinda Dirven, Hatra: Politics, Culture and Religion Between Parthia and Rome, Franz Steiner Verlag, 2013,  pp. 143-161, ISBN 978-35-15-10412-8.
- (EN) H.J.W. Drijvers, Cults and Beliefs at Edessa, Brill, 1980, ISBN 978-90-04-06050-0.
- (EN) Leonardo Gregoratti, Epigraphy of Later Parthia, 2013a,  pp. 276-284. URL consultato il 18 luglio 2022 (archiviato dall'url originale il 13 luglio 2020).
- (EN) Leonardo Gregoratti, Hatra: on the West of the East, in Lucinda Dirven, Hatra: Politics, Culture and Religion Between Parthia and Rome, Franz Steiner Verlag, 2013b,  pp. 45-57, ISBN 978-35-15-10412-8.
- (EN) Leonardo Gregoratti, The Arsacid Empire, in Touraj Daryaee, King of the Seven Climes: A History of the Ancient Iranian World (3000 BCE - 651 CE), UCI Jordan Center for Persian Studies, 2017, ISBN 978-06-92-86440-1. URL consultato il 18 luglio 2022 (archiviato dall'url originale il 6 dicembre 2021).
- (EN) Mehrdad Kia, The Persian Empire: A Historical Encyclopedia, ABC-CLIO, 2016, ISBN 978-16-10-69391-2.
- (EN) Marek Jan Olbrycht, Parthian King's tiara - Numismatic evidence and some aspects of Arsacid political ideology, vol. 2, Cracovia, 1997,  pp. 27-61.
- (EN) James R. Russell, Zoroastrianism in Armenia, Harvard University Press, 1987, ISBN 978-06-74-96850-9.
- (EN) Maurice Sartre, Catherine Porter e Elizabeth Rawlings, The Middle East Under Rome, Harvard University Press, 2005, ISBN 978-06-74-01683-5.
- (EN) J.B. Segal, Abgar, in Encyclopaedia Iranica, I, Fasc. 2, 1982,  pp. 210-213.
- (EN) David Sellwood, Parthian Coins, in Ehsan Yarshater, The Cambridge History of Iran, 3(1): The Seleucid, Parthian and Sasanian Periods, Cambridge, Cambridge University Press, 1983, ISBN 0-521-20092-X.
- (EN) Michael Sommer, In the twilight. Hatra between Rome and Iran, in Lucinda Dirven, Hatra: Politics, Culture and Religion Between Parthia and Rome, Franz Steiner Verlag, 2013,  pp. 33-45, ISBN 978-35-15-10412-8.
- (EN) C. Toumanoff, Arsacids vii. The Arsacid dynasty of Armenia, in Encyclopaedia Iranica, II, Fasc. 5, 1986,  pp. 543-546.